# Cantagalls (Talamanca)
El Cantagalls és una muntanya de 528 metres que es troba al municipi de Talamanca, a la comarca catalana del Bages.